# 朝鮮南部連続少女誘拐事件
朝鮮南部連続少女誘拐事件（ちょうせんなんぶれんぞくしょうじょゆうかいじけん）とは、1932年（昭和7年）から1939年（昭和14年）にかけて、日本統治時代の朝鮮の南部地域（慶尚道・全羅道地域）などで続発した連続少女誘拐事件である。1939年3月4日に発覚した河允明による連続誘拐事件 など、多数の朝鮮人斡旋業者による誘拐事件が発生した。

## 背景

### 近代朝鮮における売春業と人身売買
朝鮮には伝統的に妓生(기생、キーセン）という制度があり、もとは女卑・官妓であったが官吏や辺境の軍人の性的奉仕を兼ねていた が、1876年の李氏朝鮮の開国以降、日本人居留地に日本の遊廓業が進出し、近代公娼制が導入されていき、1881年以降は貸座敷業者と芸娼妓の営業規則が定められ、営業許可証の取得、課税も開始された。
1885年の京城領事館達「売淫取締規則」によりソウルでの売春業は禁止された が、日清戦争後(1895年以降)は料理店での芸妓雇用が再び公認（営業許可制）され、釜山、ソウル、鎮南浦等で遊郭が再形成された。1905年の日露戦争の勝利によって日本が朝鮮を保護国として以降、朝鮮での日本の売春業者がさらに増加した。1906年に統監府が置かれ制度が整備されるとともに遊郭、朝鮮人業者も増加した。1908年、警視庁は妓生取締令・娼妓取締令を出し、朝鮮の伝統的な売春業である妓生を許可制にし、公娼制に組み込んだ。取締理由は売買人の詐術によって本意ではなく従事することを防ぐためとされた。
1910年の日韓併合により、正式に公娼制度が導入された。1916年には朝鮮で娼妓年齢下限が内地より1歳低い17歳未満に設定された。第一次世界大戦前後には戦争景気で朝鮮京城の花柳界は全盛を極めた。
一方で、併合初期には朝鮮人女性は妻と詐称し売られていたが、1910年代後半には路上で騙され誘拐される事例が増加し、13歳の少女も検挙された。1920年代には売春業者に売却された朝鮮人女性は年間3万人となり、値段は500円 - 1200円であった。

## 1930年代の朝鮮における少女誘拐事件
第一次世界大戦で連合国軍として勝利した日本は、中華民国に対して対華21カ条要求を要求、日中関係は悪化した。1931年、満州事変が勃発し、翌1932年には第一次上海事変が発生、日本軍専用の初の慰安所が上海に設置された。
1932年に長崎県の女性を騙して上海の慰安所に連れて行った日本人斡旋業者が婦女誘拐海外移送罪で逮捕された(1937年大審院で有罪判決。
1930年代の朝鮮では斡旋業者らによって10代少女らの誘拐事件が頻発し、新聞で多数報道された。

### 1930年代前半
元巡査による恐喝誘拐事件
1932年3月、元巡査の男(33歳)が遊郭業者とともに少女を恐喝し、誘拐した容疑で検挙。
慶尚南道戸籍偽造事件
1933年4月5日には「漢南楼」という屋号で営業をしていた朝鮮人斡旋業者の呉正渙が慶尚南道において16歳の少女を350円で買い、戸籍を偽造し営業許可を取ろうとしていた。
その他の少女誘拐殺害事件
- 1933年5月5日の東亜日報には「民籍を偽造 醜業を強制 悪魔のような遊郭業者の所業 犯人逮捕へ」という見出しで、漢南楼の娼妓斡旋業者だった呉正渙が慶尚南道山清邑で16歳の少女を350円で買い、年齢詐称のため兄弟の戸籍で営業許可を取ろうとしていたこと警察の調べで発覚したと報道した[13][14]。
- 1933年6月30日には少女を路上で誘拐し中国に売却していた男（当時35歳）と、別に夫と子供がいた女（当時41歳）が逮捕された[14][16][17]。さらに誘拐された少女のひとりは、干濱海(当時35歳)という男に20ウォンで売却された後に殺害された[14][17][18]。
- 1934年4月14日にも災害地での処女誘拐が発覚[19]。
- 1934年7月には養父から金弘植という業者に売却された11歳の少女が警察に保護された[20]。

### 「人肉商」事件
1936年3月15日の東亜日報は「春窮を弄ぶ悪魔! 農村に人肉商跳梁 就職を甘餌に処女等誘出」との見出しで、ソウル近郊の農村鳥山で「人肉商」（人身売買）業者による処女誘拐が報道された。「春窮」とは「蓄えがなくなる春」という意味である。

### 金福順事件
1938年3月1日朝日新聞南鮮版は、美貌の貴婦人を装った女性斡旋業者の金福順(キム・ボクスン)が検挙されたと報道。犯人の金福順は、情夫の李鎮玉ら4名の男女グループを主導し、1935年(昭和10年)12月31日に大邱駅で少女を誘拐するなど、少女28名を全朝鮮にわたって誘拐していた。金福順は少女らを京城の周旋屋に売却し、15円から150円の周旋料を得ていた。

### 良家処女誘引事件
発令後も朝鮮での人身売買または拉致誘拐事件は多発しており、1938年11月15日には、群山市開福町の紹介業者 田斗漢（当時58歳）が釜山で19歳と17歳の女性に対して満州での就職を斡旋するとして遊廓に売却する委任状を作成している時に逮捕された。

### 河允明事件
1939年3月4日、全羅南道光州府（現光州広域市）から連れて来られた少女（当時18歳）は、身の危険を感じて犯人宅から逃亡した。犯人は「自分の姪がいなくなった」と東大門警察署に捜索願を届け出たが、不審に思った署員から問い詰められ、7年間に渉る誘拐・人身売買を自白し、逮捕された。犯人は京畿道京城府本町（現大韓民国ソウル特別市中区忠武路）在住の朝鮮人夫妻で、夫の河允明(ハ・ユンミョン)は大田刑務所の元看守であった。1932年（昭和7年）に、夫は大田刑務所を退職したが、転職の当てがなかったため、とたんに生活が苦しくなった。そして「金儲けは娘誘拐に限る」とし、妻と共謀して連続少女誘拐と人身売買を手がけるようになった。最初の事件は、以下のような手口で行われたという。慶尚北道大邱府南山町（現大邱広域市中区南山洞）の民家に犯人夫妻が訪れ、「俺は京城でも相当な資産家だ。子守娘を雇うのだが、君の娘はどうだろうか。京城の娘はどうも生意気で・・・」と言葉巧みに親を説得し、前金として10円を支払い、その家の娘（当時18歳）を引き取った。その後、娘を京城ではなく中華民国の天津に連れて行き、1000円で売り飛ばしたという。河允明夫婦はその後の7年間、朝鮮の農地でいい仕事があるとして朝鮮半島南部の貧農の少女約150人を拐かし、当時は日本人と朝鮮人などの植民地の人間はパスポートなしで渡航できた満州国や中華民国の人身売買市場に連れて行き、700円 - 1000円で売却していた。累計約60000円を稼いだといわれる。
また京城（現在のソウル）の遊郭には約50人の女性を売却し、警察が捜査を開始すると、それらの女性を牡丹江や山東省に転売したことが発覚した。同年3月9日の東亜日報は18歳の女性が山東省の畓鏡慰安所に転売されたことを報じた。3月15日の東亜日報では「誘拐した百余の処女」「貞操を強制蹂躙」との見出しと共に「処女」たちが河夫妻に多数誘拐されたと報道された。東亜日報は同年3月29日に社説で「誘引魔の跋扈」を掲載、このような悪質な業者が朝鮮で跋扈していることを批判した。雑誌「朝光」（朝鮮日報社刊）1939年5月号も河允明誘拐事件について「色魔誘拐魔 河允明」と題して、処女の貞操が蹂躙されたと報じている。

#### 事件の報道
加害者及び被害者が全員朝鮮人だったことから、朝鮮語メディアである東亜日報や朝鮮日報が特集を組むなど、大きく取り上げられた。
- 1939年3月5日毎日新報、および京城日報夕刊が事件を報道。
- 1939年3月9日、東亜日報が「誘引事件多端 遊郭業者が娼妓を地方へ転売」と報道。
- 1939年3月15日の東亜日報では「河允明誘拐事件波紋拡大 悪辣な遊郭業者」として、「誘拐した百余の処女」「貞操を強制蹂躙」と「処女」たちが河夫妻に誘拐されたと報道[26]。
- 1939年3月29日東亜日報、社説「誘引魔の跋扈」で朝鮮の悪徳業者を批判。
- 雑誌「朝光」（朝鮮日報社刊）1939年5月号も「色魔誘拐魔 河允明」と題して、処女の貞操が蹂躙されたと報じた。

### 金奥萬事件
1939年3月28日朝日新聞南鮮版は、京城府老姑山町の金奥萬ら一家5人を検挙されたと報道。金奥萬一家は1935年頃より朝鮮半島全土で各地の農村から「養女にする」と称して満州方面に女性を人身売買していた。被害者は100人にのぼった。1939年3月30日朝日新聞南鮮版では「被害者の大部分は今回に限らず大多数が南鮮地方の娘で主として養女に貰い受け津と甘言を弄し委任状を偽造し、中には無料で連れ出すなどの手口によって無法な人身売買が行われている」として、警察当局は「対策を講ずることとなった」と報じた。翌日の1939年3月31日朝日新聞南鮮版では、警察当局は悪徳業者の取り締まりを厳格化し、「いかがわしいもの（業者）に対しては営業停止の厳罰をもって臨むこととなった」と報じたうえで、警察署長の「人事に関する商売なので暗々裡に事が運ばれる場合が多く、従って犯罪も多いのだが、常に個人の一身上の問題なので、われわれとしても手を着けがたい場合が多い。一万円国防献金するから営業を許可してくれというのが飛び出したが、これから見てもいかにぼろい商売かということがわかる。この際だから善いのも悪いのも徹底的に洗って見るわけだ」という言葉を紹介しており、当時の人身売買・売春斡旋業者の取締がいかに難しいかを語っている。

### 裴長彦事件
河允明夫婦に続いて逮捕された裴長彦(ペ・シャンオン)は1935年から1939年にかけて約100人の農村女性を北支と満州に、150余人を北支に売却していた。また下級役人が戸籍偽造に協力していたことも発覚した。

### 崔明湖事件
1939年5月13日大阪朝日新聞中鮮版は、前日の1939年5月12日に京城本町署へ救援をもとめた少女の証言を報じた。少女によれば、崔明湖という女性主人のところへはじめ女中として雇用されたが、崔明湖は京城内のデパートガールや看護婦、女性事務員などを16名を自宅での売春業務（「桃色遊戯」)に従事させていた。少女はこうした業務の連絡係に従事したが嫌気がさし逃亡したが、崔明湖一味に発見され連れ戻された。その後監禁され、夜昼なく殴る蹴るの暴行を受けていた。

### 釜山の処女貿易事件
1939年8月頭にも「処女貿易」を行なっていた「誘引魔」が逮捕され、釜山の斡旋業者45名が100名以上の女性を誘拐していたと1939年8月31日の東亜日報が報道した。業者は「満州は景気がいい」と甘言を弄していた。釜山の刑事は、業者の関係者がいる奉天に向かったと報じられた。

### 釜山公印・公文書偽造行使詐欺誘拐事件
1939年11月21日朝日新聞南鮮版によれば、元釜山府臨時従業員の金東潤らが官印偽造、公文書偽造を行い、婦女誘拐を行っていたと報じた。被害者は28人にのぼり、このうち南洋方面に誘拐された女性も多数いた。

## 当局の対応

### 日本政府の対応
1937年7月7日、盧溝橋事件が勃発し、日中全面戦争がはじまる。1937年7月29日には通州事件が発生し、日本軍所属の中国人兵士の部隊(冀東防共自治政府軍)が日本人居留民のほか朝鮮人慰安婦をも多数、強姦虐殺した。日本軍は1937年末から大量の軍慰安所を設置し始めた。1938 - 39年頃、華中81軒の慰安婦の多くが朝鮮人女性であった。
日中戦争がはじまった1937年から1938年にかけて売春斡旋業者の取締が強化され、1937年8月31日には外務次官通牒「不良分子ノ渡支ニ関スル件」が出され、斡旋業者の取り締まりについての注意命令が出された。

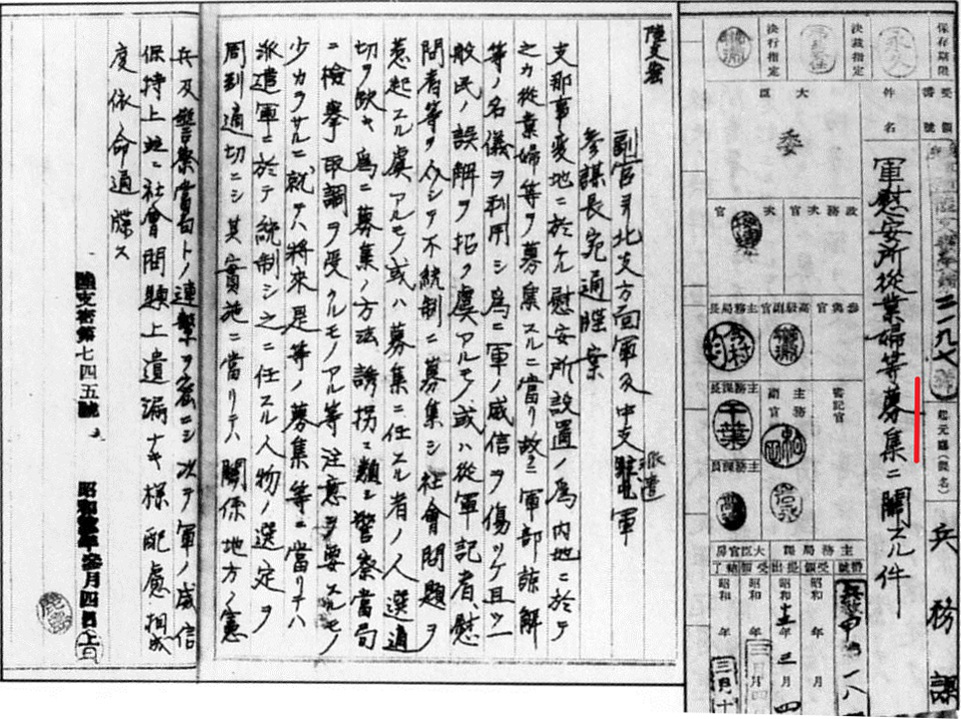
軍慰安所従業婦等募集に関する件。陸軍省兵務局、1938年3月11日大臣官房決裁。

1938年1月には和歌山田辺で婦女誘拐の嫌疑で拘束された業者が軍の要請に応じたと供述したので田辺警察が照会すると、長崎県警察外事課は上海総領事館警察の依頼に応じて「合法的雇用契約と認められるもの」は許可していると回答、また貸席業者の身許は大阪九条署長が証明を出したため、釈放した。同時期に日本各地で業者が誘拐容疑で検挙された ため、1938年1月から2月にかけて群馬県、高知県、山形県、茨城県、宮城県 の各県が、管下の警察が斡旋業者を厳重に取締ることを内務省や陸軍省に報告した。こうしたなか内務省は1938年2月23日に支那渡航婦女の取扱に関する件を通達し、慰安婦は満21歳以上に限定し、身分証明書の発行の際には婦女売買または誘拐を点検し、募集に際し軍の名を虚偽でかたる者も厳重に取り締まるよう命じた。また、陸軍省は1938年3月4日、軍慰安所従業婦等募集に関する件を発令した。この通牒の解釈をめぐっては論争があり、日本軍が慰安婦募集に組織的に関与していた証拠とする主張(吉見義明ら)があり、朝日新聞は1992年1月11日記事でこの陸軍省通達を日本軍が朝鮮の少女を強制連行した証拠として報道した。他方、高橋史朗、西尾幹二、藤岡信勝、小林よしのり、秦郁彦、西岡力、、水間政憲 らは、この通達は悪徳業者の取締であり、日本軍の関与は良識的なものであったとしている。永井和はこの通達は業者を警察の規制下に置くものであり、また業者の斡旋を「強制連行」とみなすのは無理であると論じている。

### 朝鮮総督府警察の対応
1939年5月、朝鮮総督府警察は中国人による朝鮮人養女を引き取ることを禁止した。

## その他の関連事件

### 白白教事件
1939年4月1日朝日新聞南鮮版によれば、白白教という宗教団体が信者309人を殺害する事件が起きている。白白教では、二代目教祖の全龍海は近日中に朝鮮を独立させるので、信者らに献金と美少女の献呈を要求していた。

### 金日成一派による誘拐事件
このほか、のちの北朝鮮の首領となる金日成一派による民間人拉致誘拐事件もこの頃発生している。1940年3月15日朝日新聞南鮮版によれば、1940年3月12日に金日成一団が、140名を拉致したうちの25名（日本人1名、朝鮮人13名、満州人9名、白系ロシア人2名)を釈放した。

### 朝鮮女子による女子誘拐事件
1940年4月10日朝日新聞中鮮版によれば、京畿道の21歳の女性・京玉が、同年3月28日に京城で行方不明となっていた小学生女子の誘拐犯人であったと報じた。京玉は同年3月26日にも少女を誘拐、飲食店へ20円で売却していた。1940年4月10日朝日新聞中鮮版は「誘拐犯人は意外朝鮮娘」と報じた。
第二次世界大戦以降も特に朝鮮戦争前後に朝鮮半島で女性の誘拐事件が発生している（慰安婦、韓国軍慰安婦、在韓米軍慰安婦問題を参照）